# Nước bọt

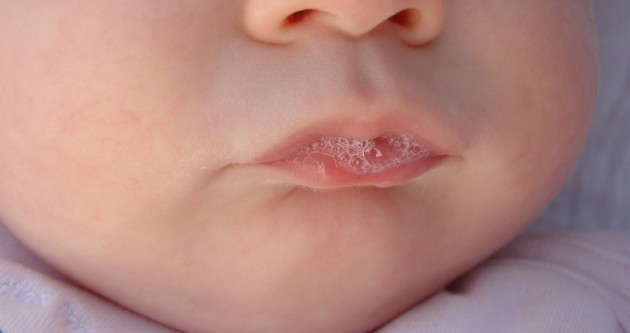
Em bé đang tiết nước bọt

Nước miếng hay còn gọi là nước dãi và nước bọt là chất tiết có dạng nhờn, trong, hay có bọt, tiết ra từ các tuyến nước bọt vào miệng với nhiều công dụng khác nhau, quan trọng nhất là giúp việc nhai và tiêu hoá thức ăn trước khi nuốt, đồng thời điều hòa độ acid trong miệng giữ cho răng bớt sâu mòn.
Thành phần nước bọt gồm: nước (99%), chất hữu cơ (men amylase, men lysosome, men maltase, chất nhầy), chất vô cơ (K+, Na+, HCO3-, Cl-).

## Hàm lượng nước miếng
Trung bình mỗi ngày con người tiết ra 1,5 L nước miếng.
| Na   | 2-21 mmol/L     |
| K    | 10-36 mmol/L    |
| Ca   | 1.2-2.8 mmol/L  |
| Mg   | 0.08-0.5 mmol/L |
| Cl   | 5-40 mmol/L     |
| HCO3 | 2-13 mmol/L     |
| PO4  | 1.4-39          |

- Dịch nhờn trong nước miếng gồm có mucopolysaccharide và glycoprotein
- Các chất kháng trùng: thiocyanate, hydrogen peroxide, và IgA tiết.
- Các loại enzyme: alpha-amylase (EC3.2.1.1), lysozyme (EC3.2.1.17), và lingual lipase (EC3.1.1.3).
- Nước miếng con người còn có chất acid phosphatases A và B (EC3.1.3.2), N-acetylmuramyl-L-alanine amidase (EC3.5.1.28), NAD(P)H dehydrogenase-quinone (EC1.6.99.2), lactoperoxidase (EC1.11.1.7), superoxide dismutase(EC1.15.1.1), glutathione transferase (EC2.5.1.18), aldehyde dehydrogenase - loại 3(EC1.2.1.3), glucose-6-phosphate isomerase (EC5.3.1.9), và kallikrein mô (EC3.4.21.35). Những chất này làm nước miếng có mùi hôi.

## Chức năng
- Dịch nhờn làm công việc nhai và làm trơn miệng và hầu để thức ăn dễ trượt qua và nuốt dễ hơn.
- Các enzymes Amyloza tiêu hóa tinh bột trong miệng, hoạt động tốt nhất tại pH 7,4. Lingual lipase tác động tốt nhất tại pH 4.0 nên có tác dụng khi theo thức ăn vào dạ dày. Lysozyme có chức năng tiêu hủy vi khuẩn.
- Nước bọt còn giúp giữ chất ngà cho răng. Sau khi ăn uống, chất acid được tạo ra khi vi khuẩn gây men bằng các chất đường và tinh bột trong miệng. Khi acid khiến pH của miệng xuống dưới 5 có thể làm hủy mòn chất khoáng bọc răng. Nước miếng giúp trung hoà độ acid và khi pH lên trên 5.5 ngà răng có thể được bồi khoáng. Lúc không ăn nước bọt vẫn được tiết ra liên tục nhưng không nhiều. Khi ăn lượng nước bọt tiết rất nhiều hoặc chỉ cần nhìn thấy, ngửi thấy, nghĩ đến các món ăn thôi cũng làm cho nước bọt tiết ra nhiều (phản xạ có điều kiện).

## Khả năng sát trùng
Có nhiều người cho rằng nước miếng có khả năng sát trùng - và họ tin rằng khi có vết thương có thể dùng nước miếng liếm sạch; như thường thấy trong một số động vật như mèo, chó,v.v...
Các nhà khảo cứu tại đại học Florida ở Gainesville Hoa Kỳ khám phá ra chất đạm có tên gọi là yếu tố phát triển thần kinh (NGF - nerve growth factor) trong nước miếng của chuột. Khi cho chất này vào vết thương, vết thương lành chóng hơn hai lần những vết thương không được cho chất ấy. Tiếc thay, nước miếng con người không có chất này. Tuy nhiên, nước miếng con người có các chất giúp chống vi sinh trùng như IgA tiết, lactoferrin, và lactoperoxidase.
Chưa có cuộc khảo cứu nào cho thấy liếm vết thương có khả năng sát trùng ở con người.